# JNR série 413 et JNR 717
Pour les articles homonymes, voir Série 413 et serie 717.
Les série 413 (413系, 413-kei) (413けいでんしゃ/413 keidensha ou 413系電車) et série 717 (717系, 717-kei) (717けいでんしゃ/717 keidensha ou 717系電車) sont un type de rames automotrices électrique (EMU), mono et bi-courantes, utilisées pour les services de banlieue et périurbains japonais, introduites en 1986 , et actuellement encore exploitées dans les régions de Toyama et Joetsu par des entreprises privées , les  JR East ,Kyushu et West les ayant déjà réformés en date de 2023.
Elles sont le fruit d'une modification et rénovation de séries plus anciennes jugées obsolètes en 1985 en réutilisant les composants électriques, les équipements de refroidissement , les bogies , etc. Les modèles "parents" étant les séries 451, 453, 471, 473, 475 et 457.
La série 413 est un modèle bicourant AC/DC similaire aux modèles de trains de la ligne principale Hokuriku,alors que la série 717 est un modèle mono-courant exclusivement alternatif.

## Histoire
Dans les années 1980 , les chemins de fer nationaux japonais (la JNR), qui était dans la dernière phase de leur vie, étant sur le point d'être divisé et privatisé, ont fait face à de nombreuses critiques en raison de la mauvaise qualité de leurs services. D'autre part, jusqu'à cette époque, le transport dans les zones urbaines locales sur des lignes électrifiées en courant alternatif telles que Kanazawa , Toyama et Sendai était assuré par des trains de voyageurs tirés par des locomotives et des trains express comme la série 457, qui sont devenus excédentaires en raison de la réduction des trains express par manque de finances. Ce système de transport se composait de trains relativement longs avec une fréquence faible, ce qui ne répondait pas aux besoins des passagers en matière de transport suburbain à l'époque.
En réponse, la JNR a mis en œuvre des révisions d'horaires pour les principales zones métropolitaines régionales en 1984 ( Showa 59) et 1985 (Showa 60) . Le soi-disant « train urbain » a amélioré la fréquence en raccourcissant les formations de train, et a également amélioré le transport en augmentant la vitesse en adoptant un "horaire cadencé" , qui est un horaire à intervalles réguliers. Ces mesures d'amélioration, que l'on pourrait qualifier de « de train en train », ont été couronnées de succès, et le nombre de passagers, qui était en baisse, s'est retourné pour augmenter, et les améliorations des horaires ont été un succès.
Cependant, en termes d'équipement et de fonctionnement des trains, des problèmes subsistaient avec un embarquement et une descente trop lent aux heures de pointe , on espérait donc qu'un nouveau train de banlieue serait introduit.
- Les séries 419 et 715 ont été introduites dans le but de raccourcir les formations ferroviaires, et d'éliminer les trains de voyageurs[Note 2] , mais comme elles ont été modifiées à partir des séries 581 et 583 , qui étaient des trains express limités avec couchettes et sièges, les portes d'embarquement étaient comme avant la modification, trop petites car à un seul vantail . Le type de porte pliante[Note 3] n'était suffisamment large pour qu'une seule personne puisse monter ou descendre, et donc n'étaient pas adaptés au transport urgent.

Afin de répondre aux besoins mentionnés ci-dessus, certaines nouvelles séries 417 et 713 ont été introduites avec des portes doubles vantaux de 1 300 mm de large installées à deux endroits , mais la JNR a été contrainte de réduire ses dépenses en raison de la détérioration financière. En conséquence, seulement 23 nouvelles voitures ont été construites, la série 417 ayant un total de 15 voitures en formation de 3 voitures et 5 voitures, et la série 713 ayant un total de 8 voitures en formations de 2 voitures et 4 voitures .
Par conséquent, la JNR cherche une solution , afin de réduire les coûts et d'améliorer les transports. La société a commencé à construire de nouvelles carrosseries à partir de trains express vieillissants et considérablement détériorés. Le renouvellement et la modification de la carrosserie du véhicule en type suburbain ont commencé.

## Caractéristiques communes
Ici se trouvent les points commun des deux séries 413 et 717.
La nouvelle carrosserie a la même conception que les séries 417 et 713, qui ont déjà été fabriquées pour les zones métropolitaines locales, et présente la structure suivante.
- Les portes ont une largeur de 1 300 mm[2]. Des portes doubles vantaux avec marche sont installées à deux endroits de chaque côté.
- La vitre de la fenêtre de poche de la porte est en verre absorbant la chaleur et le rideau est omis.
- La zone du siège près de la porte passager est un siège longitudinal[3] modifié à partir d'une voiture mise au rebut d'une autre série, et le reste est un agencement de sièges transversaux[4] avec l'accoudoir coté fenêtre retiré.
- La cabine du conducteur a une structure de cabine haute avec accès traversant, basée sur la série 415-500, mais la fenêtre de séparation de l'habitacle a été agrandie.
- Le circuit de fermeture des portes est un type de commutation automatique/semi-automatique qui peut être actionné depuis n'importe quelle cabine de conduite du train, similaire à la série 417.
- À l'exception des séries 717 200 et 900 pour la région de Kyushu, les mesures suivantes ont été mises en œuvre pour les rendre adaptées aux régions froides .:
  - Une cloison de séparation avec plaque brise-vent en acrylique a été installée près de la porte pour les passagers aux sièges longs
  - Une simple grille de ventilation[5]est installée sur les côtés de la 1re et de la 4e position des wagons Mc et M' pour absorber l'air de refroidissement pour le moteur principal à l'instar de la série 115-1000 .

D'autre part, dans un objectif de réduction des coûts, les équipements tels que les pièces électriques telles que le dispositif de commande principal de la série CS15 et les bogies de la série DT32/TR69 sont réutilisés, ainsi que les pièces de rechange pour l'inspection et la réparation. Des économies de main d'œuvre ont également été réalisées grâce à l'utilisation de pièces neuves pour certaines pièces.
- Pour les véhicules électriques des séries 451 et 471, le moteur principal a également été remplacé du type MT46 d'une puissance nominale de 100 kW au type MT54 d'une puissance nominale de 120 kW en même temps dans une perspective d'unification des performances.
- Installation de la climatisation centrale de type AU75

## Série 413

### Histoire
Il s'agit d'un train bi-courant AC/DC destiné à la Région du Hokuriku, et toutes les modifications sont effectuées à l'usine de Matsuto . Cela inclut les voitures qui ont été achevées à l'époque de la JNR, et celles après la division et la privatisation.La JR West a pris le relais ensuite.
Lorsque la carrosserie de la voiture a été mise à jour, le fil d'entrée du circuit de commande a été réglé sur un coupleur de type KE96.Il est possible de combiner la série 413 avec la série 471, la série 475, etc.
Lorsqu'elle a été achevée, la peinture était rouge no 2 avec une bande crème no 10 (couleur des trains Bi-courants), mais après la division et la privatisation, elle a été progressivement changée en « Hokuriku Color », qui est blanc huître avec une bande bleu cobalt clair . Par la suite, à partir de janvier 2012, la peinture a été changée en bleu afin de réduire les coûts . La série 413 a été construite en 5 formations : B03, 04, 08 - 10 .
Lors de la révision des horaires accompagnant l'ouverture du Hokuriku Shinkansen, le tronçon Kanazawa-Naoetsu est devenu un troisième secteur en raison de la séparation de la gestion de la ligne conventionnelle par JR West, de sorte que cinq rames ont été transférées à Ainokaze Toyama Railway(le nouvel exploitant de la ligne) et les trains restants de JR West ont été transférés à la ligne Nanao , dont l'exploitation sera centralisée. Pour cette raison, à partir de la formation B04 en avril 2015 , la peinture a été changée en rouge.

### Formation
Une formation de trois voitures composé de type Kumoha 413 (Mc) - type Moha 412 (M') - type Kuha 412 ou série Kuha 455 type 700 (Tc) 
Kumoha type 413
Motrice avec cabine supporte l'équipement de circuit principal tels, que le contrôleur principal, le deuxième boîtier de sectionnement, la résistance principale et un compresseur d'air électrique (CP) , et a une capacité de 118 personnes (65 sièges).
Type Moha 412
Il s'agit d'un motrice intermédiaire équipée d' équipements spéciaux à la haute tension, tels que des pantographes et des disjoncteurs pneumatiques, un transformateur principal, un redresseur principal , des équipements liés à la commutation AC/DC, un premier boîtier de disjoncteur , une batterie d'accumulateurs , et a une capacité de 132 personnes (72 places).
Type Kuha 412
C'est une remorque avec cabine qui est équipé de toilettes , d'un réservoir d'eau et d'un système d'élimination des déchets , et a une capacité de 116 personnes (65 sièges).
Kuha 455 type série 700
C'est une remorque avec cabine issu des série 455 n'ayant pas l'installation de toilettes

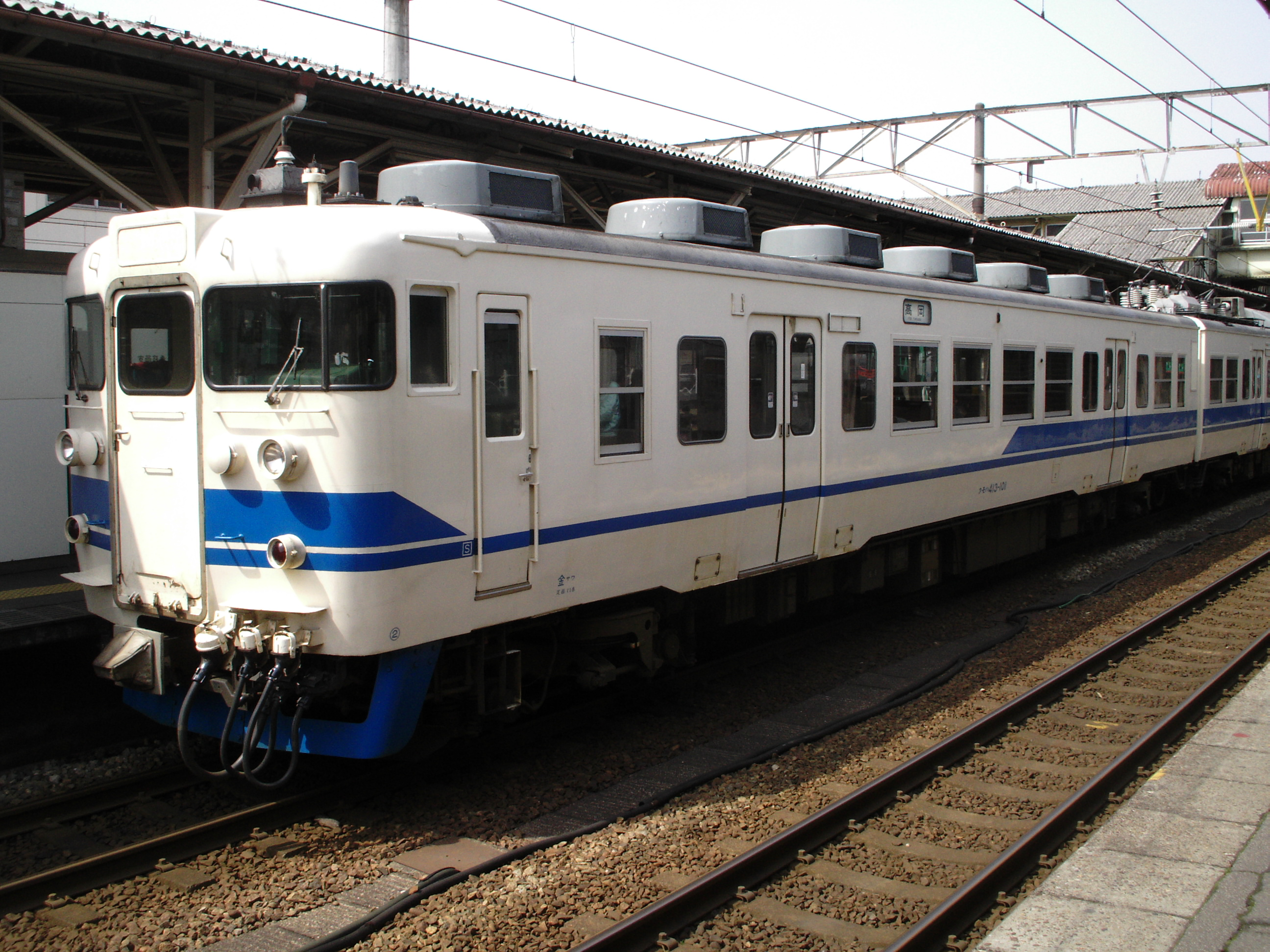
KuMoHa 413 soit motrice d'extrémité
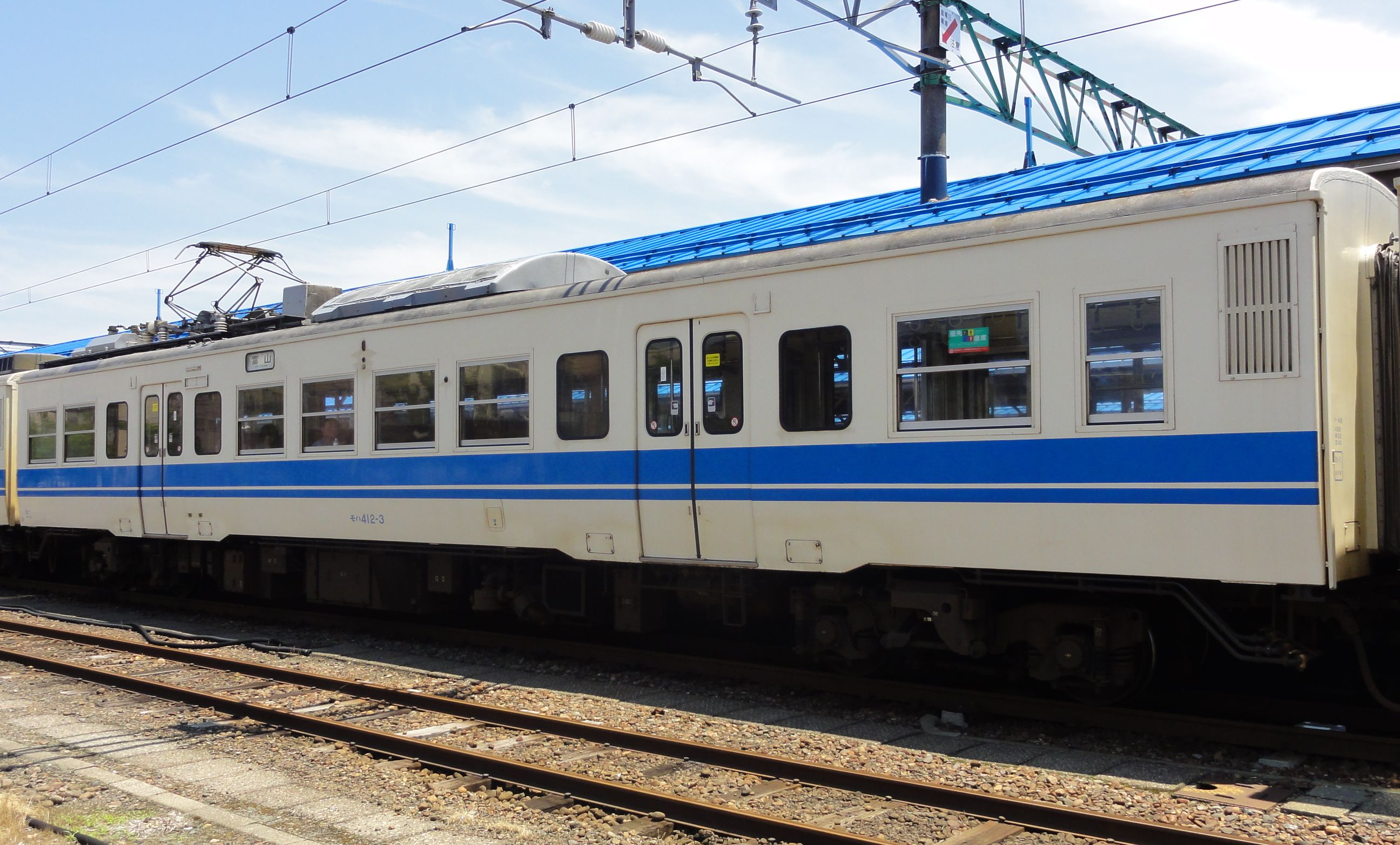
Moha 412-3 Motrice intermédiaire
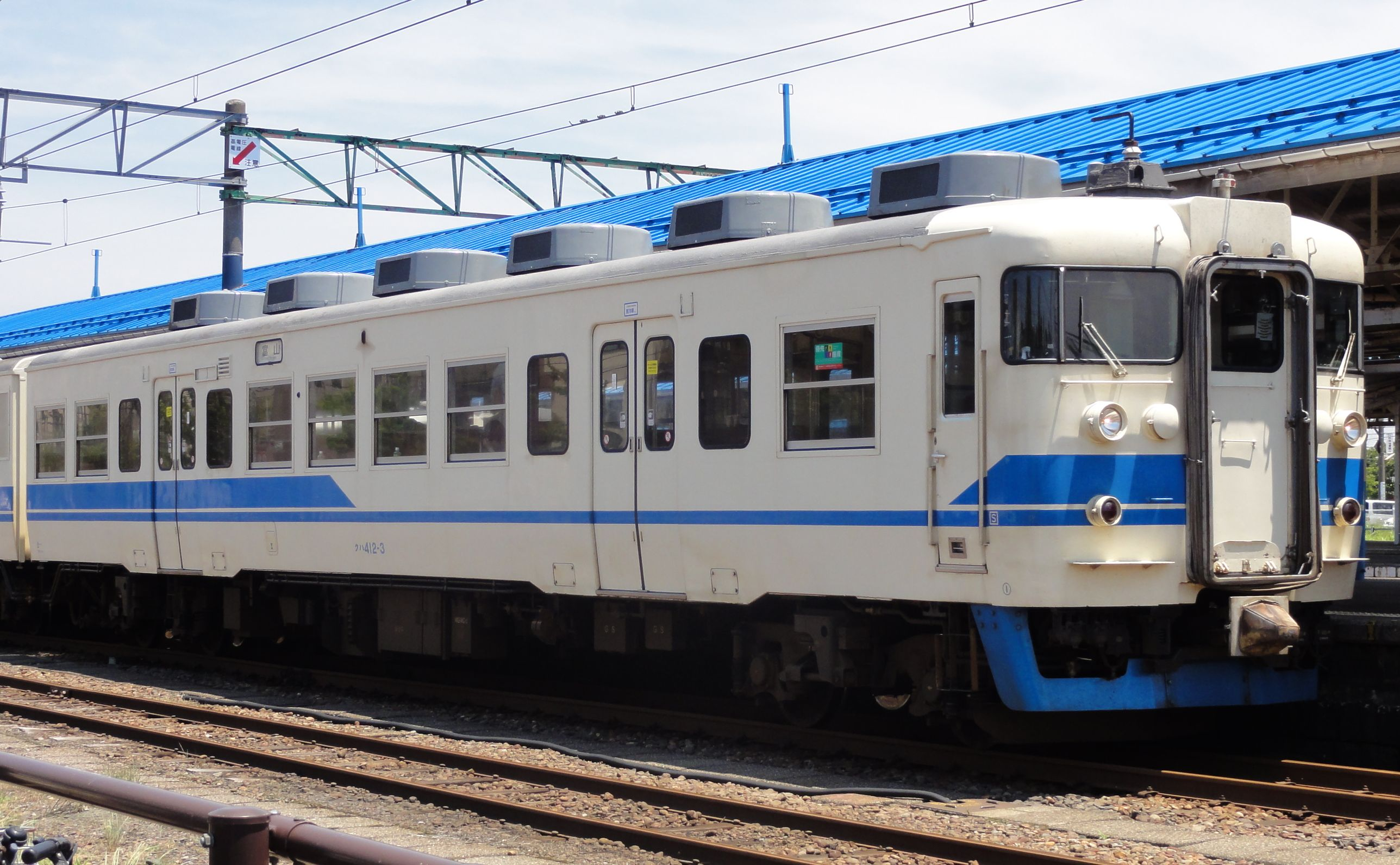
Remorque avec cabine

### Renovation
La girouette frontale fut modifiée , et tous les wagons ont vu leurs ventilateurs de toit retirés.
De 2008 à 2010 , l'installation d' équipements EB / TE et d'équipements d'enregistrement de l'état de conduite (VACMA) a été réalisée au dépôt général de véhicules de Kanazawa .
À partir de 2014, dans le cadre d'un transfert, les travaux de prolongation de durée de vie suivants ont été réalisés sur les rames B01-03 et 07-10 à l'usine Matto.
- Capots antichute installés à la jonction entre la voiture intermédiaire et la voiture avant.
- Mise à jour du chariot (DT32B → WDT32/TR69H → WTR69 (fabriqués par Kinki Sharyo)
- Remplacement du revêtement de sol, des sangles de suspension et des mains courantes

### Exploitation

#### JNR → JR Ouest
Il était exploité :
- entre Maibara et Naoetsu sur la ligne principale Hokuriku
- entre Toyama et Iwasehama sur la Ligne Toyamako
- entre Omi - Imazu et Omi - Shiozu sur la ligne Kosei

Mais depuis 2006, il a cessé de fonctionner dans la préfecture de Shiga en raison du nouveau service rapide à la gare de Tsuruga et suppression de la ligne Toyamako. L'exploitation régulière a pris fin depuis 2010 avec l'ajout de la série 521 , à l'exception entre la gare de Kanazawa et la gare de Komatsu .
De plus, après le 1er septembre 1991, lorsque la ligne Nanao a été électrifiée en courant continu , ces trains ont été utilisés pour des opérations de remplacement.
Après la révision des horaires du 14 mars 2015, 5 rames ont été transférées au chemin de fer Ainokaze Toyama, et 6 rames B04 - 06, 08, 09 et 11 seront exploitées sur la ligne Nanao via le chemin de fer IR Ishikawa. Une partie de la série 415-800 (formations C01 et C04) ont été remplacées .
À partir d'octobre 2020 (Reiwa 2), la série 521-100 a été introduite en remplacement de la série principale et la série 415-800 , puis le calendrier d'horaires a été révisé le 13 mars 2021 (Reiwa 3).Toutes les opérations seraient remplacées par de nouveau trains,,. En conséquence, cette série, ainsi que la série 415-800, ont cessé leurs activités le 12 mars 2021, la veille de la révision des horaires .

#### Chemin de fer Ainokaze Toyama
Le même jour que l'ouverture de l'extension Hokuriku Shinkansen le 14 mars 2015, cette série comptait également un total de 15 voitures réparties en 5 formations de B01-03, 07 et 10. Il est principalement exploité entre Takaoka et Kurobe. Depuis lors des séries 521 neuves commencent à être introduites sur la ligne et les jours des séries 413 sont comptés,.

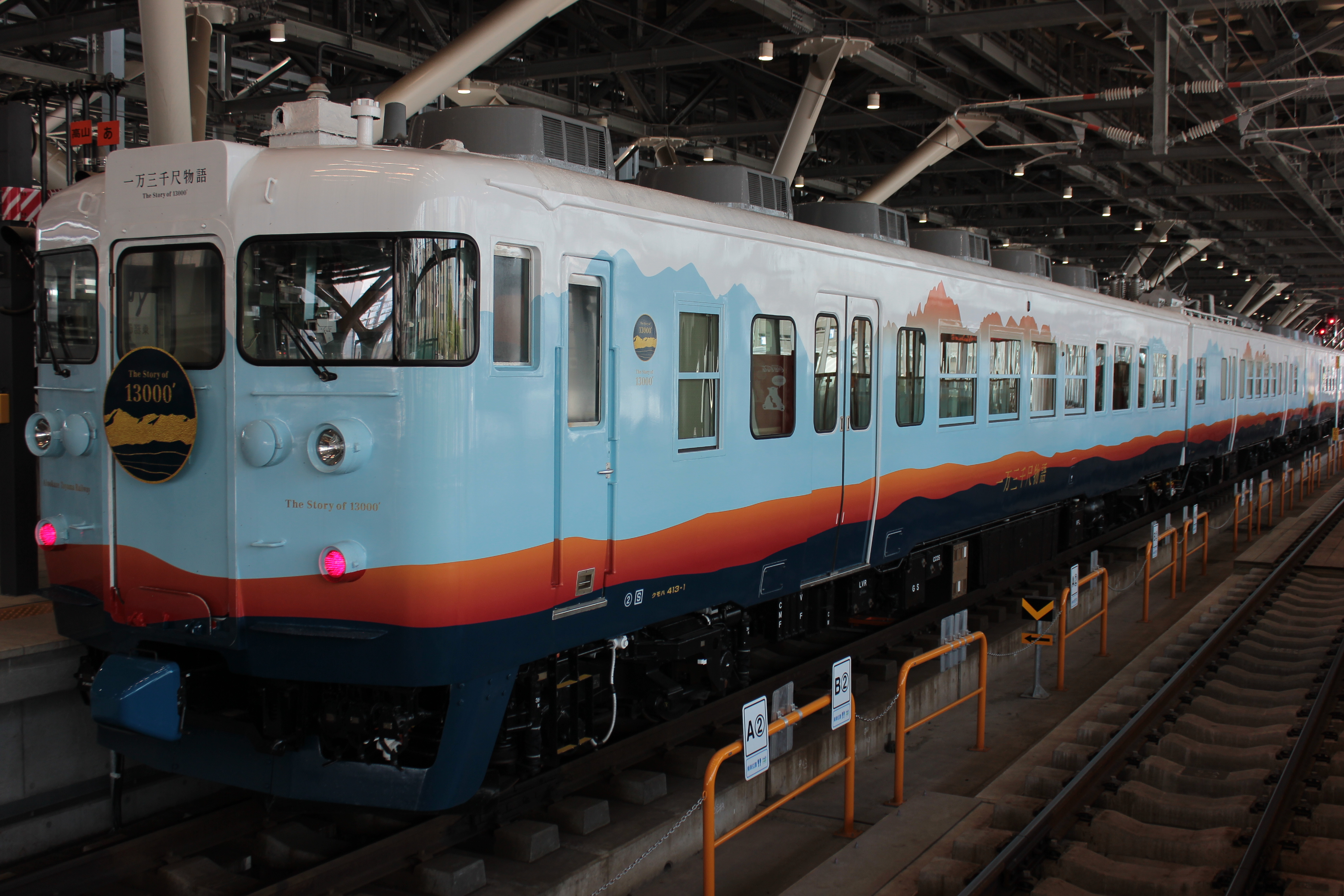
Série 413 de Ainokaze Toyama Railways
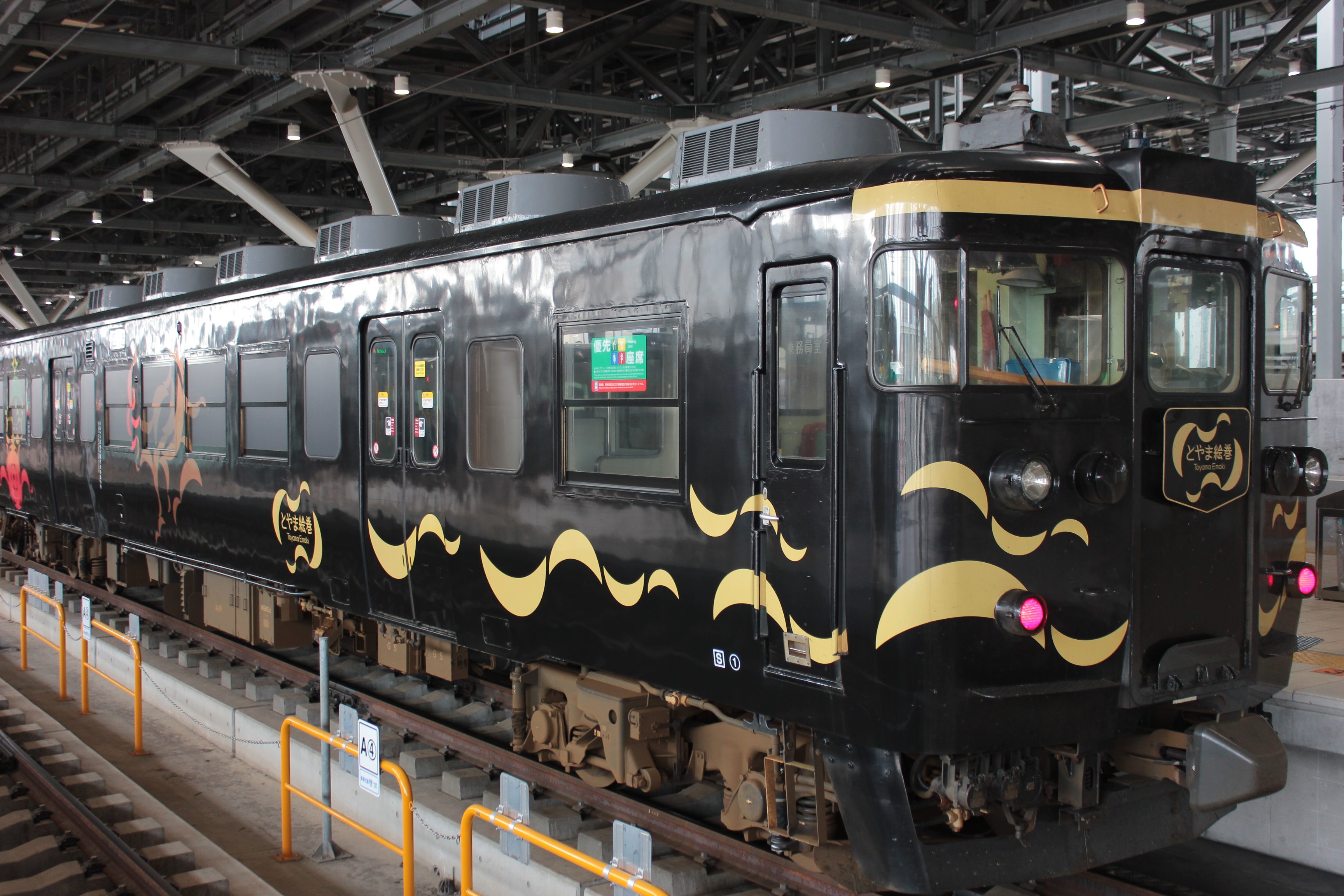
Une autre livrée

#### Chemin de fer Echigo Tokimeki
Le 1er mars 2021 (Reiwa 3), Ryo Toritsuka , président d' Echigo Tokimeki Railway , a annoncé sur son blog officiel qu'il avait acheté trois trains à la JR West . De plus, le 15 du même mois, ils ont également acheté le Kuha 455-701, qui a été assemblé dans une formation,.Afin de garder  l'atmosphère des véhicules JNR d'antan , des modifications supplémentaires incluent le changement de la couleur de la peinture de la carrosserie (du rouge uni à la couleur AC/DC express (photo d'article)), l'installation de tables sur certains sièges et le changement du dispositif de sécurité de ATS-SW vers ATS-Ps. Les modifications apportées seront réduites au minimum. En fonctionnement réel, une formation W01 de 3 voitures en reprenant des remorques de series 455.
En date de 2023 ,l'entreprise prévoit d'exploiter le train pendant environ six ans.

## Série 717

### Série 0/100
Il s'agit d'un train pour la région de Sendai. Au total, 30 voitures, 10 trains de 3 voitures de type Kumoha 717 (Mc) - Type Moha 716 (M') - Type Kuha 716 (Tc), ont été rénovés et mis à jour au Centre des véhicules de Sendai  . Après la scission et la privatisation en 1987, tous les trains ont été repris par JR East. Cette modification a été réalisée à l'usine de Koriyama ,à Tsuchizaki, et à Kokura.
Le contenu de la modification est le même que celui de la série 413 en termes de structure de carrosserie et de capacité en passagers, à l'exception du fait qu'elle est exclusivement destinée à une utilisation sous courant alternatif. Un coupleur de type KE96 a été installé pour la connexion du circuit de commande au moment de la mise à jour, mais deux connecteurs de type KE76 ont également été installés à l'avant de la voiture de tête pour la connexion avec la voiture conventionnelle. Pour cette raison, il est possible d'exploiter le train conjointement avec les séries 451, 453, 455 et 457 , et il a fait ses preuves .
Dès le début, la couleur de la carrosserie était crème no 10 avec une bande verte no 14 .

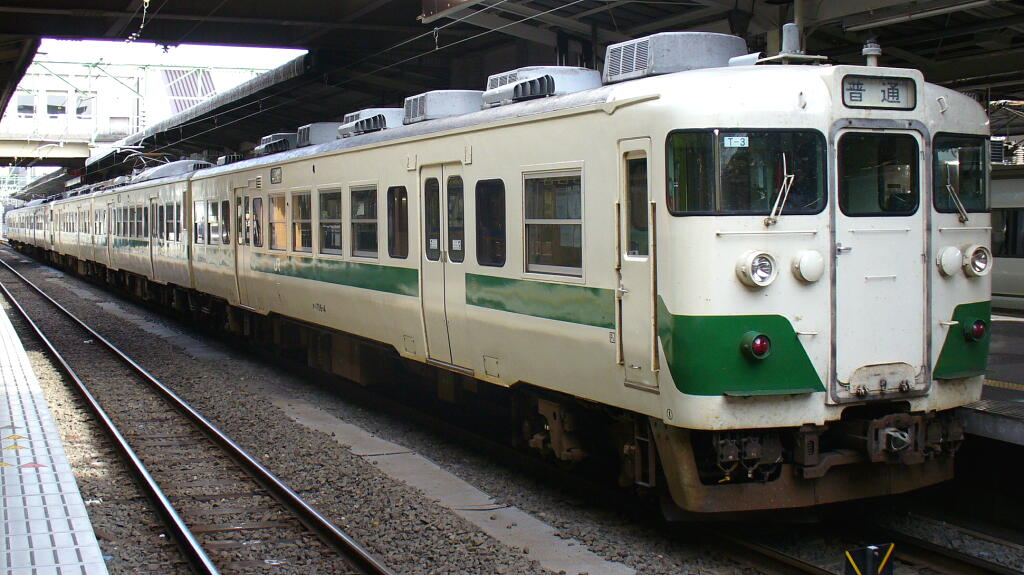
Serie 717 de Sendai

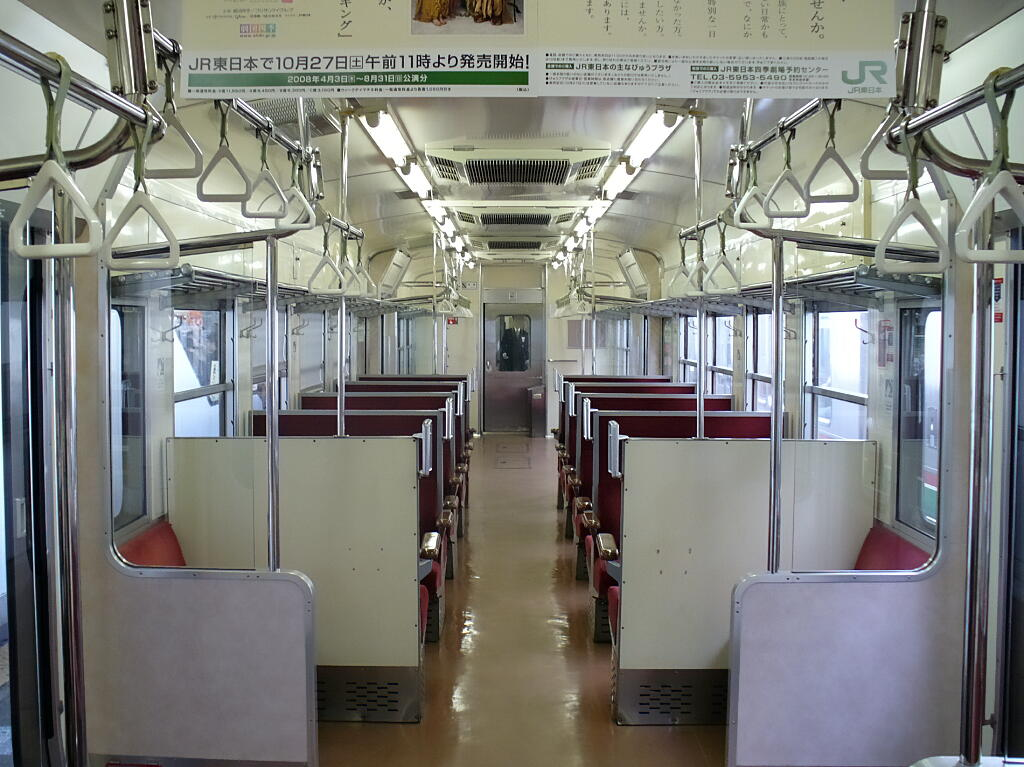
L'interieur d'une serie 717

#### Formation
Les numéros de formation sont T-1-5 et 101-105.
Kumoha717
Motrice avec cabine de conduite
Moha 716
Motrice intermediaire
Kuha716
Remorque avec cabine de conduite

#### Exploitation
Parce qu'il n'était pas équipé de frein de retenue(un frein qui maintient a une vitesse donnée), il était principalement exploité sur les trains locaux entre Iwaki et Iwanuma sur la Ligne Jōban et entre Shiroishi et Rifu sur la Ligne principale Tōhoku , bien qu'il soit principalement utilisé à Sendai.
Quant aux équipements de sécurité , des travaux d'installation ont été réalisés pour se conformer aux ATS-P, qui ont commencé à fonctionner dans la région de Sendai en 2001 . Cependant, comme il n'était pas compatible avec l'ATS-P , son opération était limitée aux zones situées au nord d'Iwaki . Après cela, les séries 415 et E721 ont été introduites dans la révision des horaires de mars 2007 , et l'exploitation a été réduite aux zones situées au nord d' Haranomachi .
En 2006 , les trains dont la période d'inspection avait expiré ont commencé à être démolis et l'exploitation régulière a pris fin le 10 novembre 2007. Toutes les voitures ont été démolies en 2008 .

### Série 200/900
Après avoir scindé et privatisé la JNR, JR Kyushu reprendra les véhicules de la région de Kyushu. La modification a été réalisée à l'usine de Kokura et au dépôt de véhicules de Kagoshima.
Sur la base de l'expérience de transport de l'époque, un train de 3 voitures était considéré comme excessif, il a donc été décidé d'être un train de 2 voitures composé uniquement de motrices de type Kumoha 717 (Mc) + Kumoha 716 de type (Mc').Ce sont donc des formations a "adhérence totale"
Outre la composition à deux voitures, l'omission des mesures pour les régions froides et le fait que les modèles de voitures sont issues des séries 457 et 475, il existe les différences suivantes par rapport aux séries 413-0/-100.
- Aucune grille de ventilation pour l'air du moteur n'est installée, et l'air de refroidissement du moteur principal est aspiré par la partie supérieure de l'espace de porte arrière de chaque voiture.
- Equipé d' un frein de retenue en fonction du type de véhicule
- Les deux types sont équipés du système de climatisation centrale de type AU710.
- Les toilettes sont installées dans la  Kumoha 717
- Il y a 2 coupleurs de type KE76, en tenant compte d'un fonctionnement combiné avec les séries 457 et 475.
- La peinture est de couleur standard Kyushu avec une couleur de base crème n° 10 et une bande bleue n° 23.

#### Formation
La série 717-200 est une voiture avec une carrosserie mise à jour basée sur la série 713 et est destinée aux régions chaudes. La série 900 a une structure à trois portes de chaque côté avec une nouvelle porte double au centre .. Le numéro de formation H  a été attribué.
Kumoha 717
Motrice d'extremité avec toilettes
Kumoha 716
Motrice d'extremité 

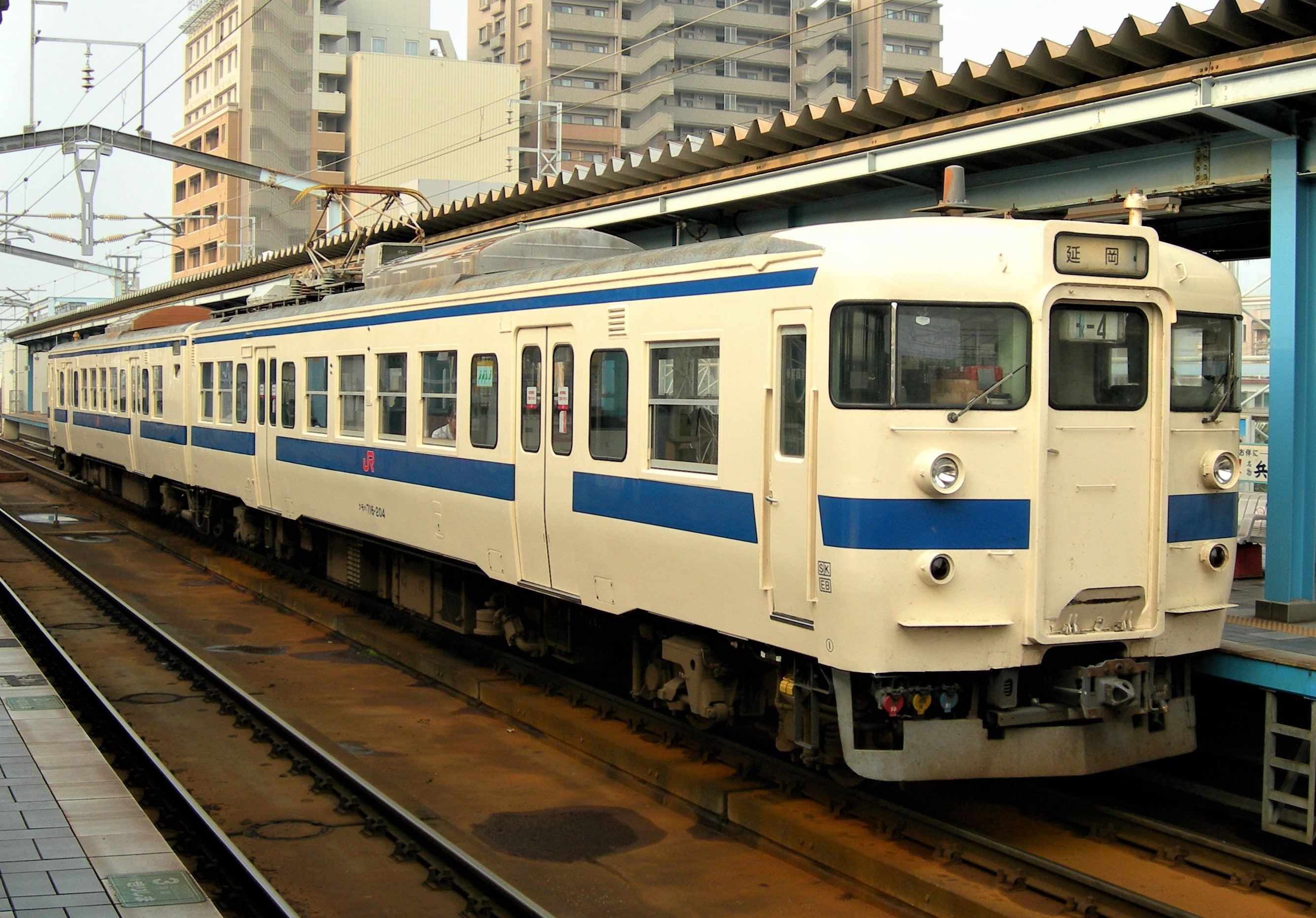
Kumoha 716 200
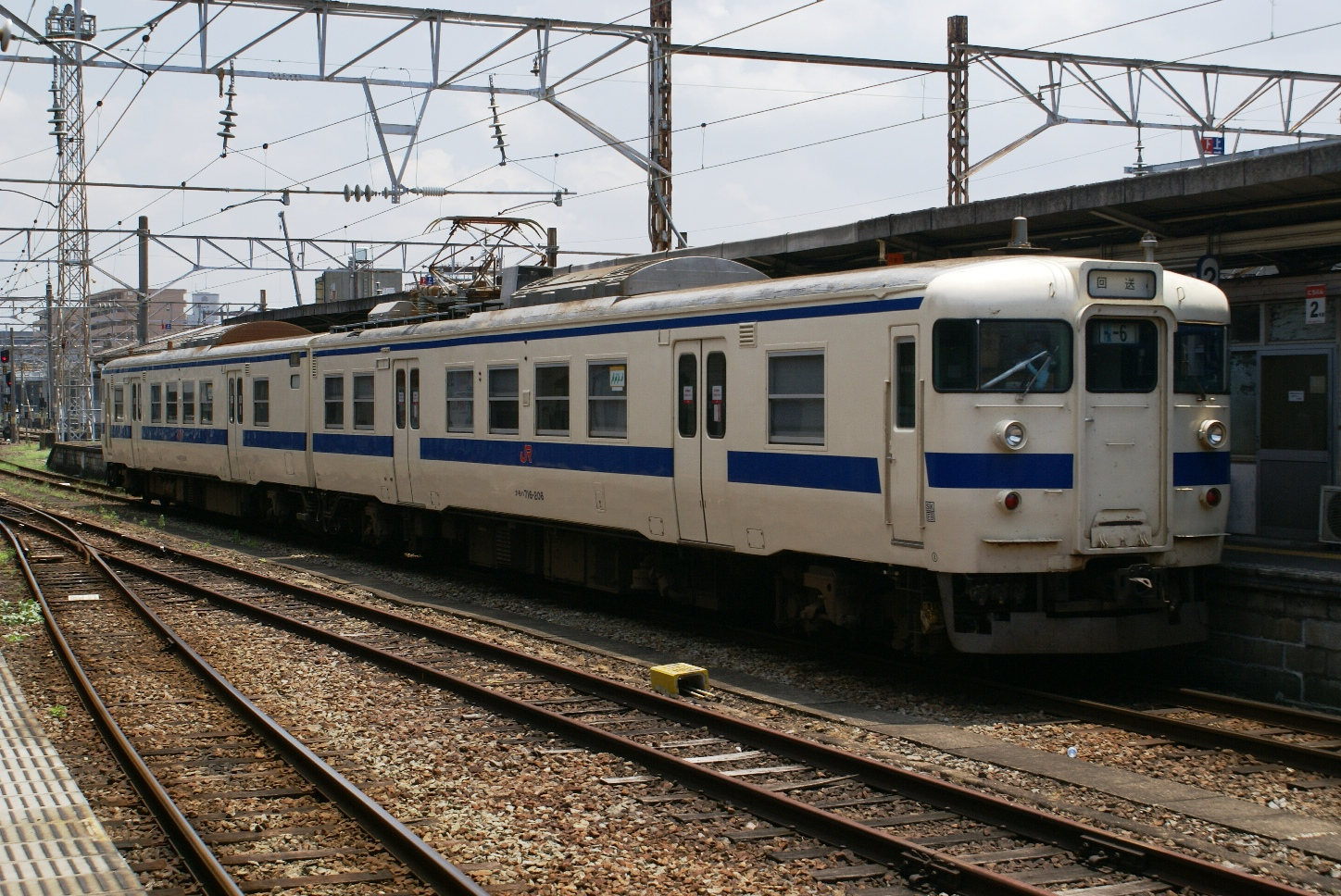
Kumoha 717-200
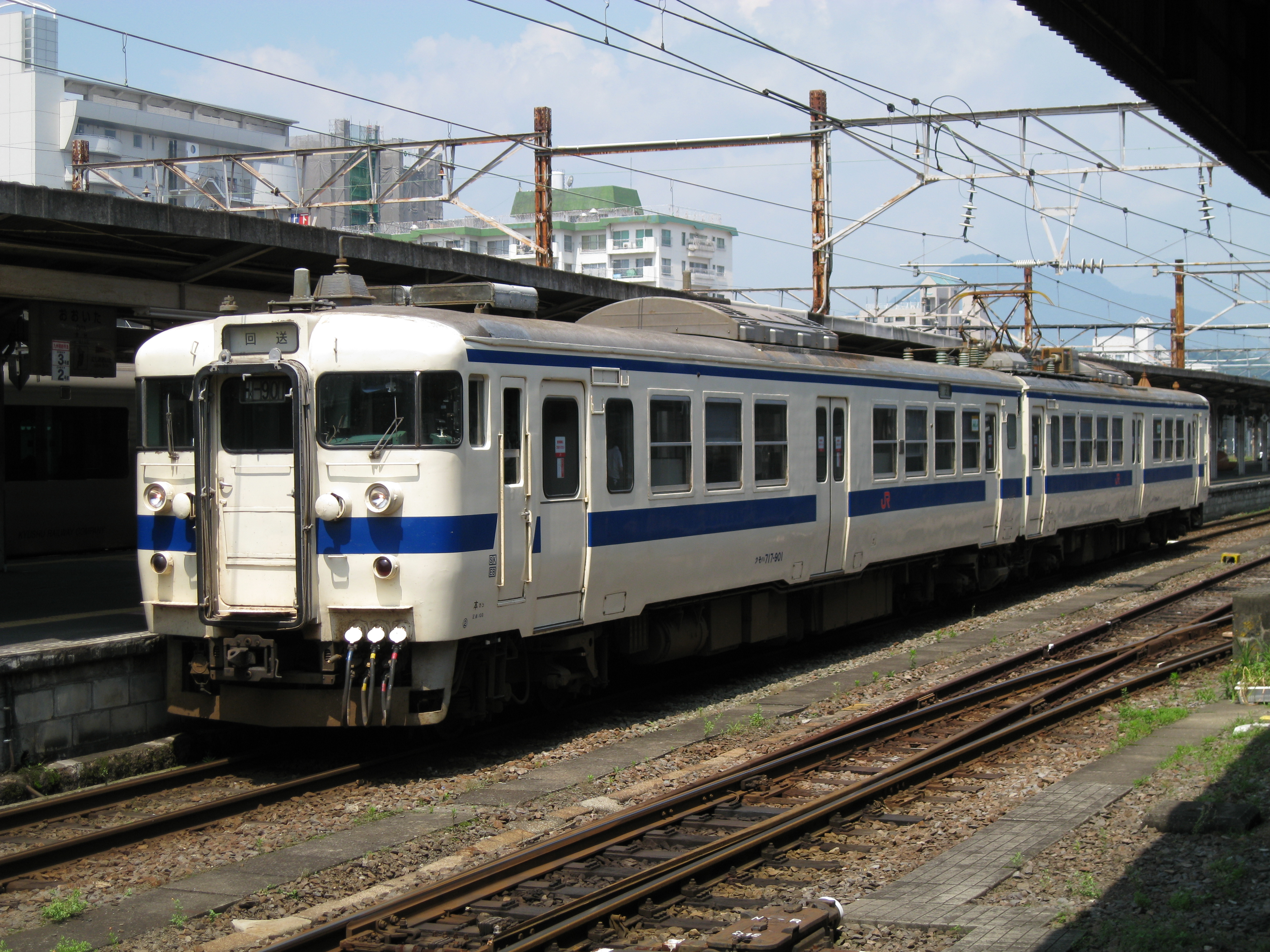
Kumoha 717-900 ,notez la 3eme porte.

#### Exploitation
Initialement, il était placé dans le district ferroviaire d'Oita (actuellement Oita Rolling Stock Center ) et dans le dépôt de Kagoshima, et fonctionnait dans les régions de l'est et du sud de Kyushu, centrées sur la Ligne principale Nippō, et à partir de 2003 , il était concentré à Kagoshima.
- Cependant, seules les séries 717-900 étaient stationnées au centre de transport de Kumamoto (actuellement le centre de véhicules de Kumamoto ) de 2004 à 2007 , et étaient également utilisées pour des opérations individuelles entre Kumamoto et Yatsushiro .
- Toutes les rames avaient été modifiées pour permettre le fonctionnement par un seul homme, mais dans la région d'Oita, un conducteur était à bord car le fonctionnement par un seul homme n'était pas pris en charge.

Les deux trains mis hors service étaient conservés au dépôt général de véhicules de Kagoshima en 2010, mais du 13 au 14 décembre de la même année, ils furent envoyés à l'usine de Kokura pour y être mis au rebut.
En raison de l'expansion de la série 817 , lors de la révision de mars 2012, toutes les formations sauf les HK203 et 204 ont été retirées de l'exploitation, et la section opérationnelle a été raccourcie à Kokubu - Kagoshima Chuo , et dans la révision de mars 2013, elles ont été retirés de l'exploitation régulière. Au cours de l'exercice 2013, quatre formations H K 201, 202, 205 et 207 ont été démolies et le 14 juillet 2014, les formations H K 203 et 204, qui avaient été conservées jusqu'à la fin au Centre de matériel roulant de Kagoshima, ont été transférées à le Centre général du matériel roulant de Kokura.Les deux trains restants ont été démolis et abandonnés du 30 août au 18 septembre de la même année .

## Patrimoine
Kuha 412-6
Conservé au "Naoetsu D51 Rail Park" près de la gare de Naoetsu . Il a la même couleur JNR express que les wagons du train touristique.

## Galerie photos

### Extérieur

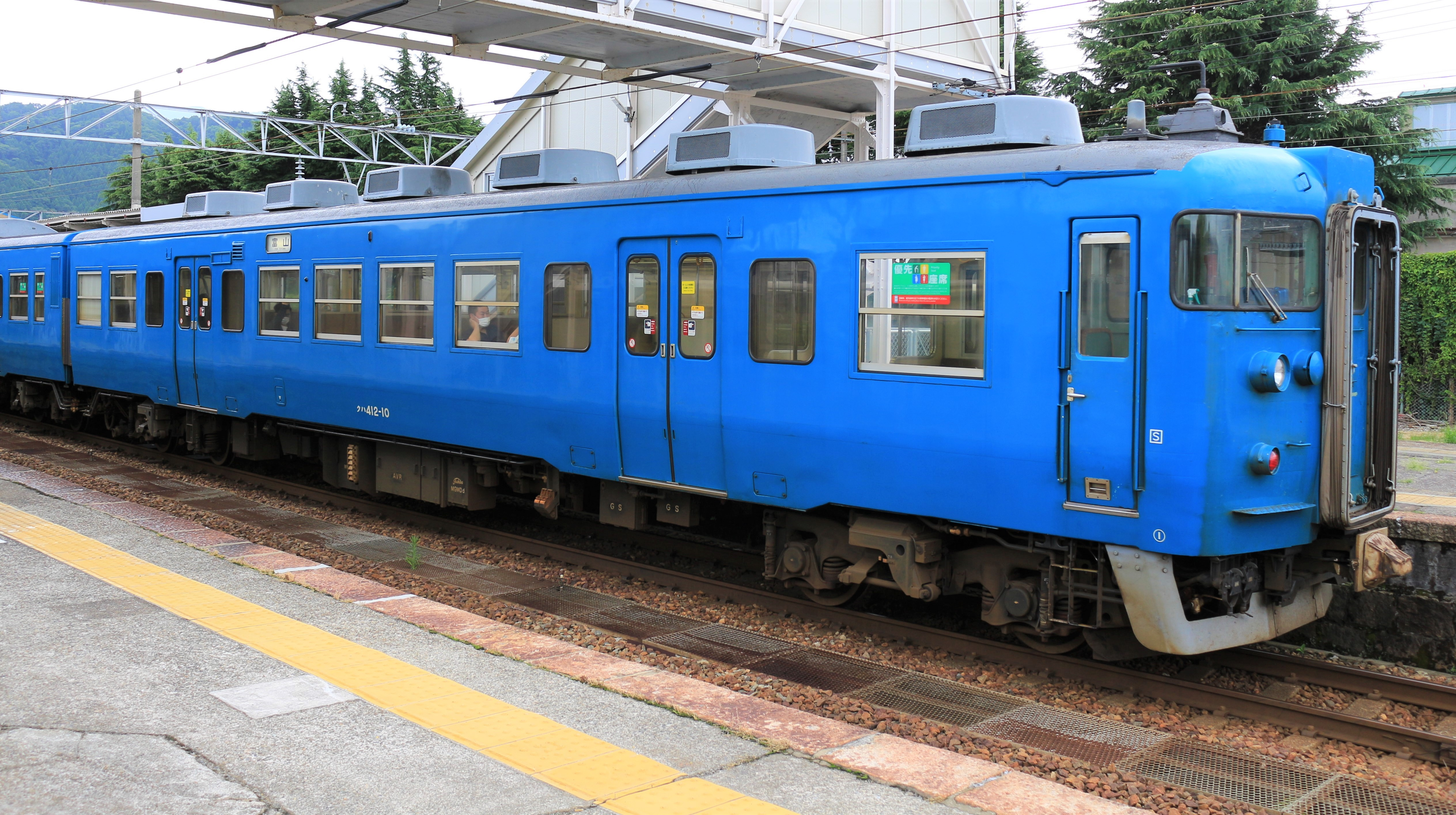
Série 413 livrée bleue
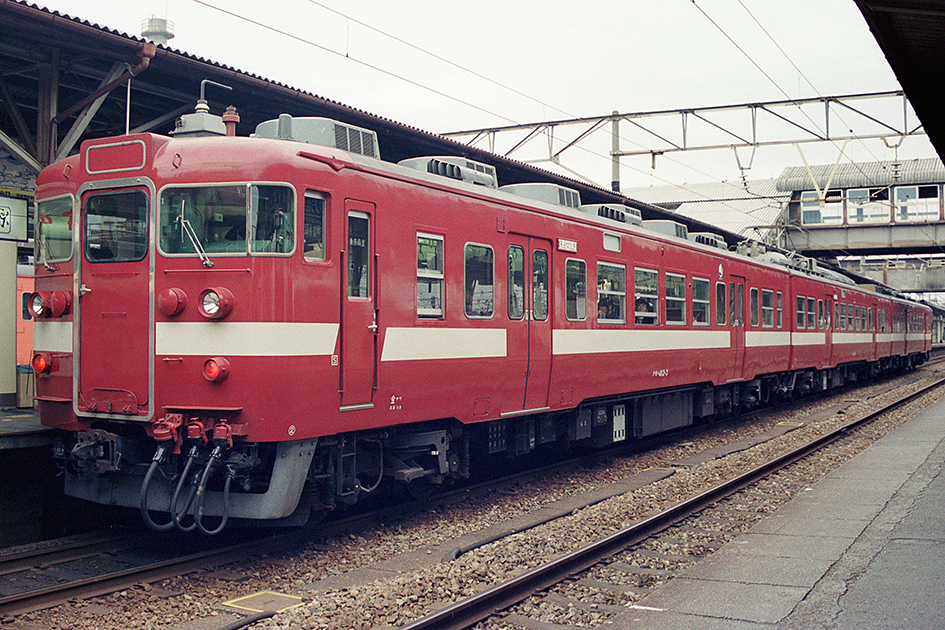
Série 413 livrée rouge
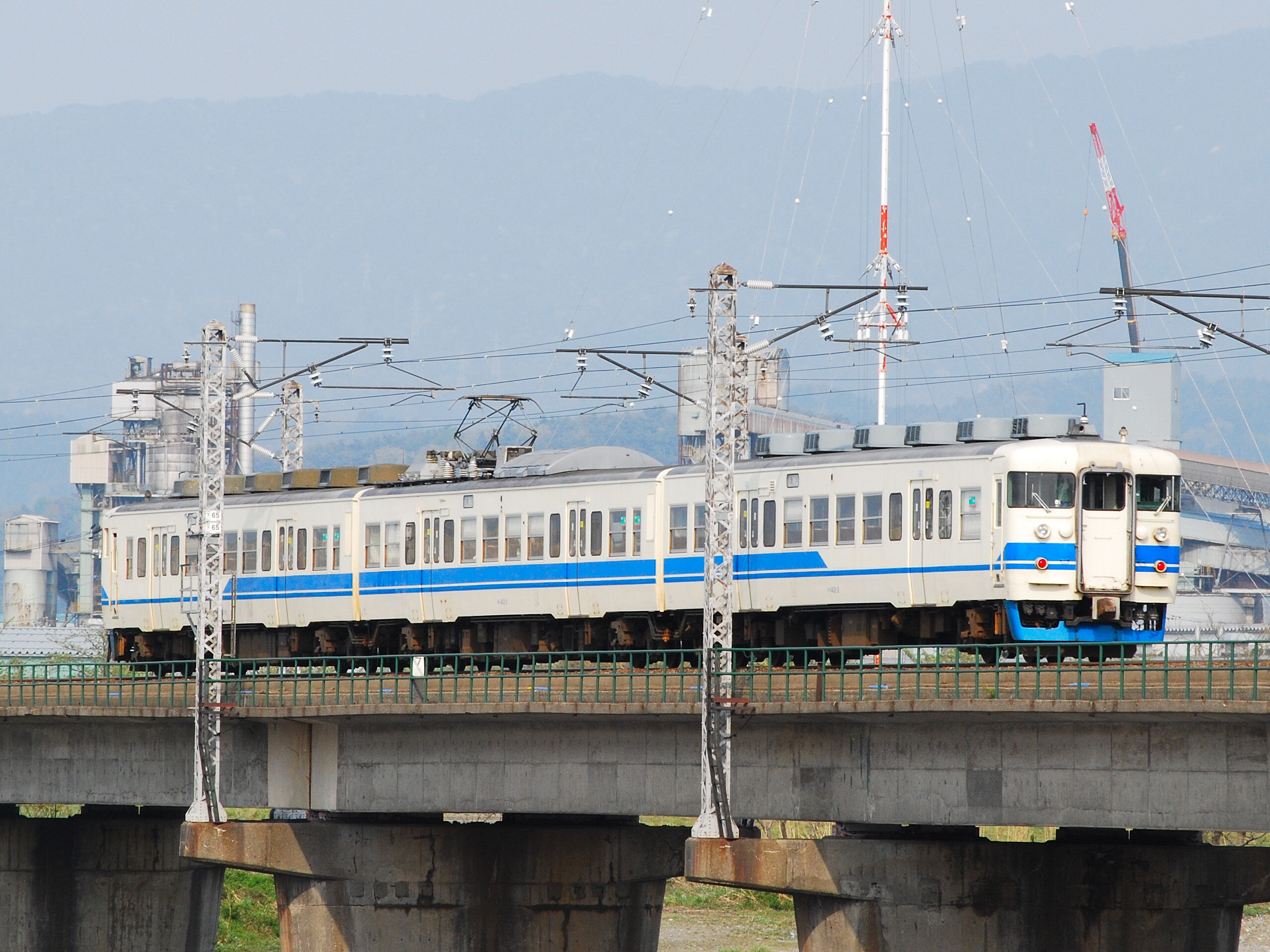
Série 413 Livrée Hokuriku sur un pont
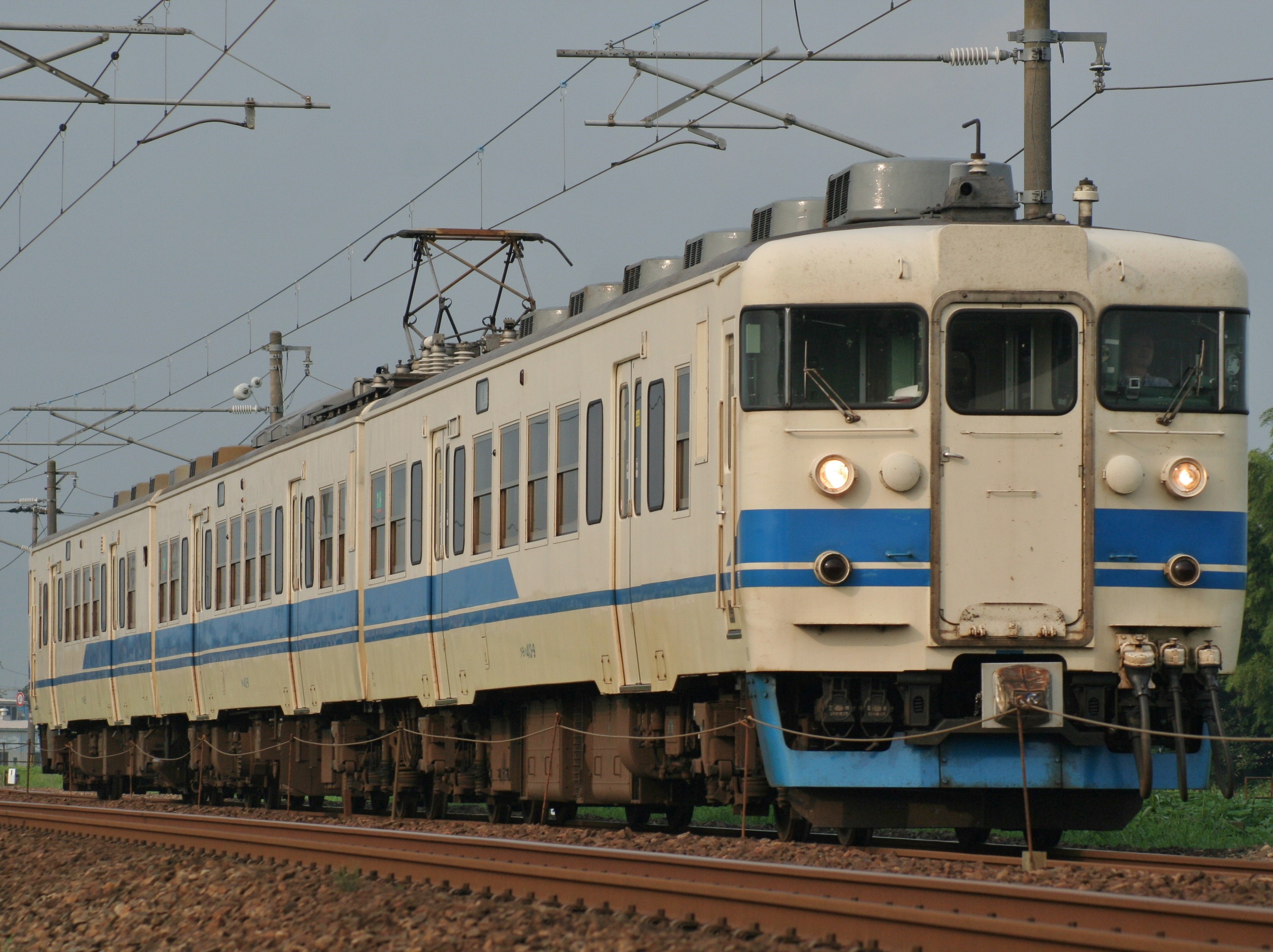
Série 413 Livrée Hokuriku
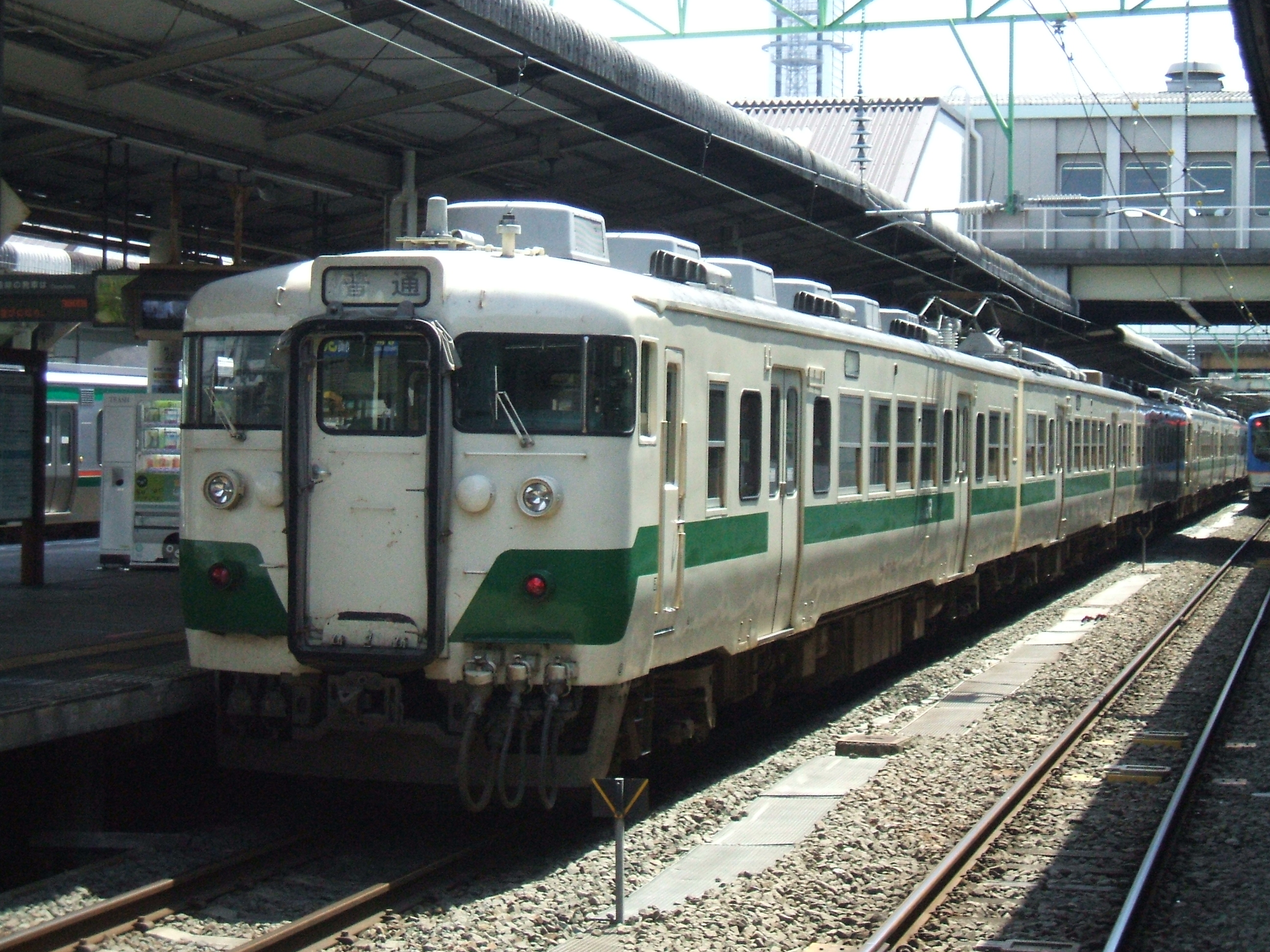
Série 717 a Sendaï

### Interieur

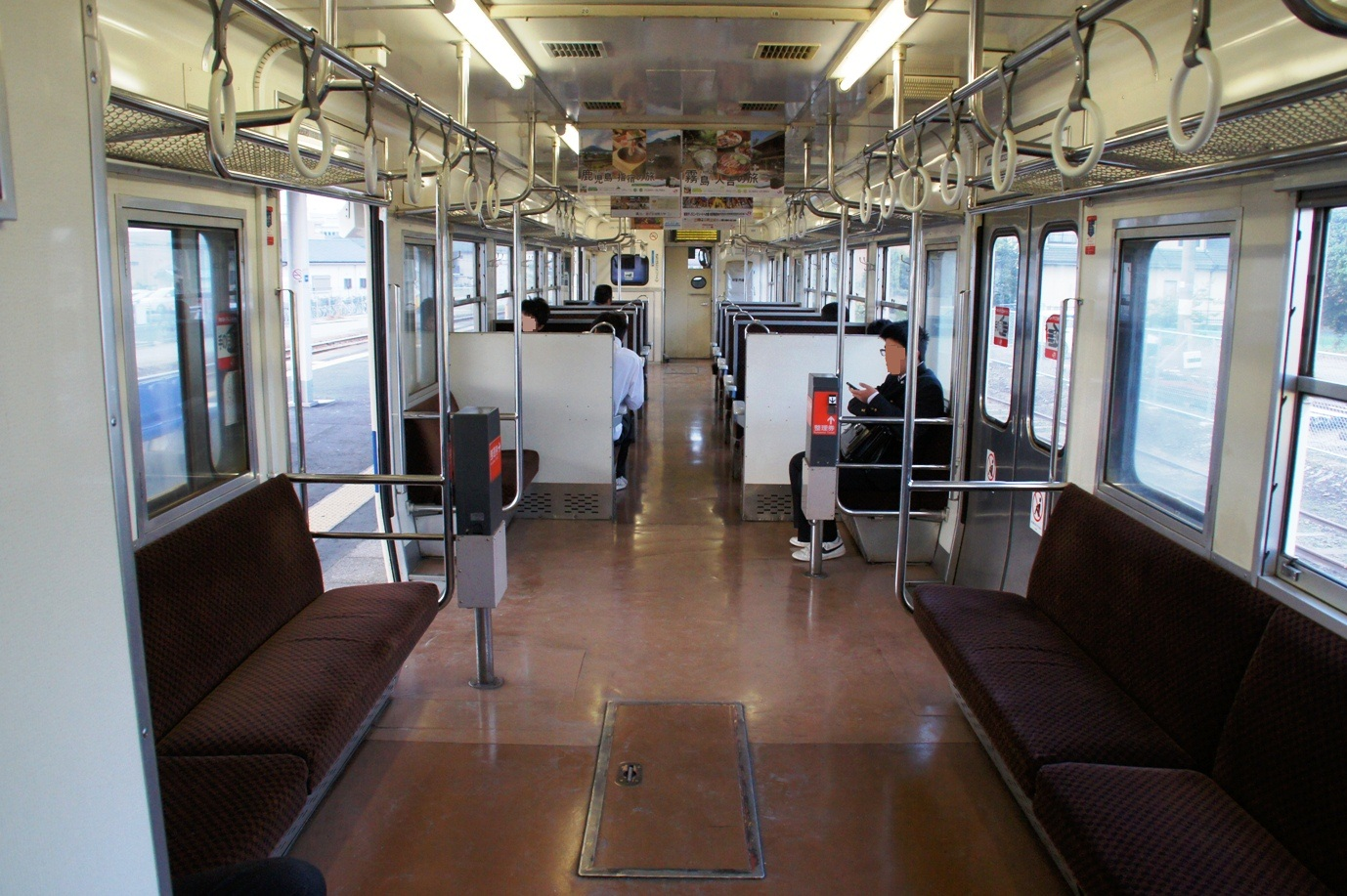
Interieur Série 717-200
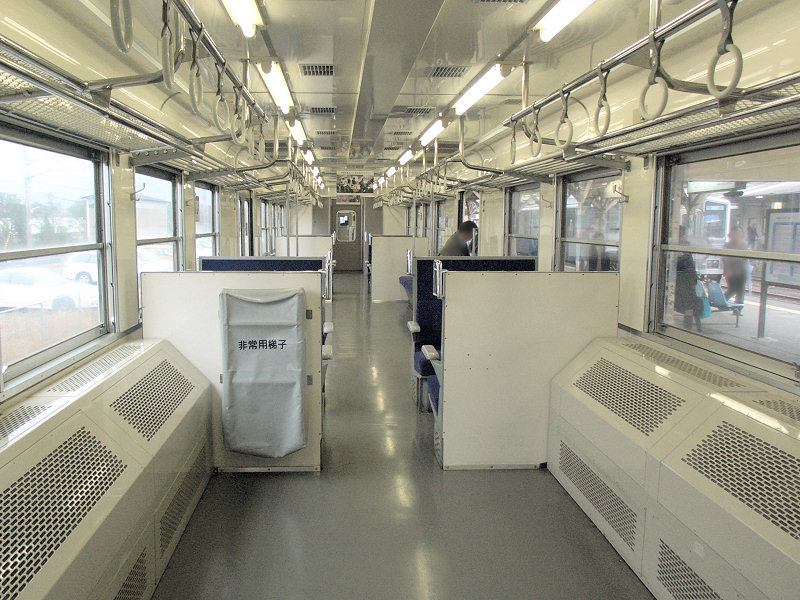
Interieur Série 717-900